# Stictomischus hirsutus
Stictomischus hirsutus är en stekelart som beskrevs av Huang 1990. Stictomischus hirsutus ingår i släktet Stictomischus och familjen puppglanssteklar. Inga underarter finns listade i Catalogue of Life.